# Cold World
Cold World ist das vierte Studioalbum der US-amerikanischen Rockband Of Mice & Men aus Costa Mesa, Kalifornien. Es wurde am 9. September 2016 weltweit über Rise Records veröffentlicht.
Produziert wurde das Album von Dave Bendeth in den House of Loud Studios in New Jersey. Das Album stieg sowohl in den Vereinigten Staaten als auch im Vereinigten Königreich in die jeweiligen Albumcharts ein. Außerdem schaffte erstmals eine Chartnotierung in Deutschland.
Im Vergleich zum Vorgängeralbum Restoring Force konnte Cold World lediglich 19.000 Einheiten innerhalb der ersten Verkaufswoche in den USA verkaufen. Es erhielt eher gemischte Kritiken.

## Hintergrund
Aufgenommen wurde Cold World zwischen März und Juni 2016 in den House of Loud Studios in New Jersey. Als Produzent wirkte Dave Bendeth am Album mit. Am 27. Juni 2016 wurde mit Pain die Hauptsingle des Albums veröffentlicht. Anfang August wurde Real als zweite Single vorgestellt, ehe Ende August mit Contagious die letzte Auskopplung folgte.
Durch eine humanitäre Organisation wurden die Musiker auf ein an einem Hirntumor erkranktes 14-jähriges Mädchen aufmerksam, welches kurzerhand ins Studio eingeladen wurde, um das Album vorab anhören zu dürfen. Die Band verewigte sie auf einem ihrer Lieder des Albums.

## Titelliste
| #   | Titel         | Komponist(en)                            | Länge | Anmerkungen  |
| --- | ------------- | ---------------------------------------- | ----- | ------------ |
| 1.  | Game of War   | Austin Carlile, Aaron Pauley, Alan Ashby | 4:00  |              |
| 2.  | The Lie       | Carlile, Pauley, Ashby                   | 3:24  |              |
| 3.  | Real          | Carlile, Pauley, Ashby                   | 3:12  | 2. Single    |
| 4.  | Like a Ghost  | Carlile, Pauley, Ashby                   | 4:47  |              |
| 5.  | Contagious    | Carlile, Pauley, Ashby                   | 3:12  | 3. Single    |
| 6.  | -             | Carlile, Pauley, Ashby                   | 1:10  | Instrumental |
| 7.  | Pain          | Carlile, Pauley, Ashby                   | 3:43  | 1. Single    |
| 8.  | The Hunger    | Carlile, Pauley, Ashby                   | 4:02  |              |
| 9.  | Relentless    | Carlile, Pauley, Ashby                   | 3:26  |              |
| 10. | Down the Road | Carlile, Pauley, Ashby                   | 3:22  |              |
| 11. | +             | Carlile, Pauley, Ashby                   | 1:24  |              |
| 12. | Away          | Carlile, Pauley, Ashby                   | 3:53  |              |
| 13. | Transfigured  | Carlile, Pauley, Ashby                   | 3:58  |              |

## Musikstil
Die Musiker setzten ihre musikalische Veränderung, die sie bereits auf Restoring Force angefangen hatten, auf Cold World weiter fort. So hat sich der Musikstil rapide in Richtung Nu Metal, der wie Gruppen wie Korn, Linkin Park, Slipknot und Limp Bizkit praktiziert wird, entwickelt und die Einflüsse des Metalcore auf ein Minimum reduziert.

## Erfolg
Im Vergleich zu Restoring Force aus dem Jahr 2014 konnte Cold World in den Vereinigten Staaten lediglich 19.000 Einheiten innerhalb der ersten Verkaufswoche verkaufen. Das Vorgänger-Album schaffte damals 60.000 Alben zu verkaufen. Es stieg wie Restoring Force in den US-amerikanischen und britischen Albumcharts ein. Allerdings ist Cold World das erste Album der Band, dass auch außerhalb des englischen Sprachraums Chartnotierungen erreichen konnte. So stieg das Album erstmals auch in Deutschland, Belgien und in Kanada ein. Dennoch wurde das Album als „kommerzieller Flop“ bezeichnet.

## Rezeption
Cold World erhielt von der Fachpresse überwiegend gemischte bis negative Kritiken. Dies führte sogar beim deutschen Metal Hammer zu Meinungsverschiedenheiten: Schrieb Kritikerin Christina Wenig eine vernichtende Kritik, so war Matthias Weckmann ziemlich vom Album angetan. Wenig schrieb, dass der Gruppe allmählich die Ideen ausgehen würden, die Lieder phasenweise an Linkin-Park-Lieder von vor 15 Jahren erinnerten (Like a Ghost, Contagious) oder gar von Slipknot aussortiert worden wären (Pain, The Hunger). Hinzu komme, laut Wenig, eine „Brise Korn, sowie hier und da Klargesang“ und fertig sei Cold World. Sie bezeichnete das Album nicht als schlecht, allerdings sei es lediglich eine Ergänzung in der Plattenkiste eines jeden Nu-Metal-Sammlers. Weckmann hingegen fasste zusammen, dass Carlile nicht nur zu Gott, sondern auch zu göttlichen Melodielinien gefunden habe. Die ersten Minuten des Albums erinnern ihn an Stabbing Westward, A Perfect Circle, V.A.S.T. und Esoterica. Den Gesang Carliles beschreibt er als dreckiger und punkiger als der Gesang von Chester Bennington oder Fred Durst. Das Album habe viele geniale Momente und gestalte sich abwechslungsreich.
Auch Tobias Kreutzer von Metal.de zeigte sich ziemlich begeistert. So schrieb er, dass Bring Me the Horizon ihr letztes Album That’s the Spirit hätte gerne so beginnen dürfen, wie Cold World. Außerdem erinnere Contagious phasenweise an Disturbed. Kreutzer vertritt die Meinung, dass gerade die Mischung das Album in ein positives Licht rücke. Cold World sei kein schlechtes Album, es zeige allerdings auch nicht die enorme Popularität der Band auf. Die Gruppe schaffe es Modern Metal massenkompatibel zu machen, die Balance zwischen Härte und Eingängigkeit zu halten, sowie auf Chartanbiederungen zu verzichten. Allerdings, so der Kritiker, verzichte die Gruppe leider auch auf waghalsige Experimente. Tobias Dahs vom Onlinemagazin Powermetal.de schrieb eine eher neutrale Kritik. Er ist der Meinung, dass das Album eine faustdicke Überraschung geworden ist, da vom extrem erfolgreichen Sound, den die Band auf Restoring Force zelebriert hatte, fast nichts mehr übrig geblieben sei. Zwar habe die Gruppe bereits in ihrer Anfangszeit den musikalischen Spagat zwischen Metalcore, Screamo und dem melodischen Nu Metal gewagt, allerdings war der musikalische Umbruch noch nie so ausgeprägt, wie auf Cold World. Er vergleicht die Wandlung mit der musikalischen Veränderung von Linkin Park. So vertrat er der Meinung, dass die musikalische Veränderung zwischen Restoring Force und Cold World mit der Wandlung auf Hybrid Theory und A Thousand Suns vergleichbar sei.
Kai Butterweck von Laut.de fand an Cold World keinen Gefallen. Er schrieb, dass sich die Band zwar als hochtalentiertes Ensemble präsentiere allerdings keine neuen Ideen in ihrer Musik anbauen konnten. Die Lieder seien berechenbar, erinnern eher an Linkin Park oder werden als Kniefälle vor Korn bezeichnet. Lieder, wie Pain oder The Hunger schaffen es nicht, den Hörer ein besseres Bild vom Album zu vermitteln. So kommt Butterweck zum Resümee, dass die Gruppe zwar wie wild am Thron des Metalcore-Olymp rütteln, ihnen dieser allerdings bis auf weiteres verwehrt bleibt.